# Квартеронка (роман)
«Квартеронка, или Приключения влюблённых в Луизиане» (англ. The Quadroon: Or, A Lover's Adventures in Louisiana) — приключенческий роман британского писателя Томаса Майн Рида, опубликованный в 1856 году. Его действие происходит на американском Юге в 1830-х гг. «Квартеронка» стала одним из лучших и самых популярных произведений автора.

## Сюжет
Действие романа происходит в Луизиане (одном из южных американских штатов) на рубеже 1830-х — 1840-х годов. Главный герой, молодой англичанин Эдвард, влюбляется в прекрасную квартеронку Аврору, рабыню, принадлежащую креолке Эжени Безансон. Она отвечает ему взаимностью, но счастью героев многое мешает. Любви Авроры домогается богатый плантатор и один из опекунов Эжени — Доминик Гайар. Он добивается банкротства своей подопечной и покупает Аврору на торгах. Тогда Эдвард похищает возлюбленную. Его арестовывают и отдают под суд, но в решающий момент выясняется, что Гайар украл у Эжени Безансон крупную сумму и намеренно довёл её до разорения. Эдварда оправдывают, и он женится на Авроре.

## Создание и оценки
Майн Рид начал работу над «Квартеронкой» в 1852 году. В это время он систематически издавал роман за романом после успеха своих первых произведений. В основу сюжета легли личные впечатления писателя, связанные с долгим пребыванием в США: Майн Рид сам вспоминал позже, что в период с 1839 по 1848 год присутствовал на двух десятках аукционов рабов, где «после банкротства хозяев продавались прекрасные квартеронки и покупались по тем же мотивам, по каким это сделал Гайар из его романа». Писатель был убеждённым противником рабства и в романе «Квартеронка» открыто выступает против этого института. Тем не менее в послесловии он подчёркивает, что «книга написана не для того, чтобы помочь аболиционистам или же превознести плантатора»: он не хотел содействовать ужесточению политической борьбы в США, так как надеялся на её мирный исход.
В 1852 году была написана большая часть книги. Однако в связи с выходом романа Гарриет Бичер-Стоу «Хижина дяди Тома», раскрывшего тему рабства и ставшего очень популярным, Майн Рид на время забросил работу над «Квартеронкой». Он дописал роман в начале 1855 года в Стоукенчерче (Англия, Оксфордшир), где снимал меблированный коттедж. В 1856 году «Квартеронка» увидела свет в Лондоне в виде трёхтомного издания, через два месяца была издана в США. Она обрела большую популярность, на её основе драматург Адельфи создал пьесу, поставленную на сцене Лондонского городского театра.
В 1860 году в Нью-Йорке на сцене была поставлена пьеса Дайона Бусико «Окторонка». Газетные критики сразу заметили её сюжетное сходство с «Квартеронкой» Майн Рида. Последний написал письмо в лондонский журнал «Атенеум», опубликованное в номере от 14 декабря 1861 года. Писатель рассказал о том, как создавался роман, и констатировал, что «сцены и образы» «Окторонки» «списаны со страниц „Квартеронки“». «Некоторые сцены, впрочем, кажутся оригинальными, — признаёт Майн Рид, — по крайней мере они не списаны с „Квартеронки“, но, по всеобщему мнению, они не улучшили сюжет. А одна из них — сцена отравления героини — свидетельствует о недостатке хорошего вкуса у мистера Бусико: ему следовало бы сохранить более счастливый конец для прекрасной квартеронки, какой приводится в романе. Признаком хорошего вкуса послужило бы и откровенное признание бойкого драматурга, из какого источника он почерпнул свою пьесу».
Критики отмечают, что в «Квартеронке» Майн Рид не только описывал приключения главных героев, но и стремился расширить читательский кругозор: в первых главах писатель замедлил темп повествования, чтобы дать подробное описание реки Миссисипи.
Жена Майн Рида Элизабет Рид, написавшая книгу о муже, назвала «Квартеронку» «очаровательной». Этот роман стал одним из лучших и самых популярных произведений писателя. Его быстро перевели на основные европейские языки: в частности, в 1861 году увидело свет русское издание, причём «Квартеронка» стала первым романом Майн Рида, опубликованным в России.